# الغواصة الألمانية يو-133 (1941)
غواصة يو-133  غواصة يو ألمانية من الفئة السابعة بي بنيت لسلاح بحرية ألمانيا النازية كريغسمارينه، في أحواض بريمر فولكان خلال الحرب العالمية الثانية.